# Fulenn
Fulenn (з брет. — Іскра) — пісня бретонською мовою французького музиканта Алвана і вокального тріо Ahez, випущена 18 лютого 2022 року. Ця пісня представляла Францію на Євробачення 2022, де посіла 24 місце у фіналі.

## Євробачення

### Відбір
«Fulenn» вийшла у п’ятірку найкращих пісень у першому турі відбору. У другому турі «Fulenn» перемогла з 222 балами за результатами голосування журі та телеголосуванням разом і став французьким кандидатом на Євробачення 2022.

### На Євробаченні
Як член «Великої п'ятірки», Франція автоматично кваліфікувалась до фіналу. Але, Франція мала транслювати та голосувати в одному з півфіналів. За жеребкуванням, що відбулося 25 січня 2022 року, Франція мала голосувати у першому півфіналі. У фіналі, Франція зайняла передостаннє місце.